# 托欣河
托欣河（转写：tosin bira）位于中华人民共和国内蒙古自治区东北部，是嫩江水系绰尔河的右岸支流，发源于阿尔山市五岔沟镇东部好森沟村西南山顶，蜿蜒向东北流至扎兰屯市柴河镇蛤蟆沟林场开始，成为扎兰屯市与阿尔山市、扎赉特旗之间的界河，于扎兰屯市浩饶山镇西平台村以南汇入绰尔河。河流全长103.9千米，流域面积1919.02平方千米，河道平均比降4.02‰。托欣河流域地处大兴安岭山脉东麓中低山区，流域内森林茂密，人烟稀少，森林覆盖率达62%。中下游沿岸有小片水浇地，从事种植业。